# Paus Innocentius II
Innocentius II, geboren als Gregorio de Papareschi (Rome, geboortedatum onbekend - aldaar, 24 september 1143) was paus van 14 februari 1130 tot aan zijn dood op 24 september 1143.
Hij werd op het sterfbed van paus Honorius II gekozen tot de nieuwe paus.
Aangezien dit op een formeel onjuiste manier was gebeurd, werd zijn keuze door diverse kardinalen betwist en kozen ze tegenpaus Anacletus II. Dankzij de hulp van Lotharius III van het Heilige Roomse Rijk en vooral Bernard van Clairvaux wist Innocentius uiteindelijk Anacletus en diens opvolger Victor IV te verslaan. Vanaf dat moment werd zijn pontificaat niet meer betwist (29 mei 1138).